# Mittlerer Weißdorn
Der Mittlere oder Bastard-Weißdorn (Crataegus × media) ist eine Pflanzenart aus der Gattung der Weißdorne (Crataegus) innerhalb der Familie der Rosengewächse (Rosaceae). Er ist eine von sechs in Mitteleuropa vorkommenden Weißdornarten. Er ist durch Wildstandskreuzung aus dem Eingriffeligen (Crataegus monogyna) und dem Zweigriffeligen Weißdorn (Crataegus laevigata) entstanden.

## Beschreibung
Der Mittlere Weißdorn ist ein Strauch oder selten ein kleiner Baum und besitzt oft bedornte Kurztriebe. Seine Blätter sind derb und kaum oder ungefähr bis zur Hälfte gelappt. Die Blattlappen sind in der Regel wenig und grob gezähnt, manchmal sind ihre Spitzen auch fein gezähnelt, ansonsten sind sie ganzrandig. Die Blattunterseite ist meist hell bläulichgrün. Die Nebenblätter blühender Kurztriebe sind meist fein und mehr oder weniger dicht gezähnt, manchmal sind auch Drüsen vorhanden. Die Blüten sind ein- oder zweigriffelig. Der Blütenbecher ist kahl oder behaart. Die Kelchblätter sind oft auf der Oberfläche anliegend kurzhaarig und immer dreieckig. Sie sind meist genauso breit wie lang, in seltenen Fällen können sie auch doppelt so lang wie breit sein. Sie besitzen eine abgerundete oder stumpfliche Spitze, selten ist diese auch kurz und stumpflich verschmälert. Die Früchte sind ein- oder zweikernig, rundlich bis walzlich und dunkelrot oder manchmal auch hellrot gefärbt.
Die Chromosomenzahl beträgt 2n = 34.
Die Blütezeit reicht von Mai bis Juni.

## Vorkommen
Das Areal des Mittleren Weißdorns entspricht dem seiner Elternarten, er ist aber seltener als diese. Er wächst in natürlichen Laubmischwäldern, Hecken, Waldrändern und auf Viehweiden. Er ist eine Art der Ordnung Prunetalia.
Die Art besiedelt Störungszonen in der natürlichen Vegetation sowie Zonen, in denen die ökologischen Gegebenheiten auf kleinstem Raum wechseln. Sie ist wie der Eingriffelige Weißdorn (Crataegus monogyna) an offenen Stellen zu finden.